# Democràcia Paritària
Democràcia Paritària és la forma d'organització social i política en què hi ha igualtat de nombre i drets dels diferents col·lectius que componen la societat i que han de formar part dels òrgans decisoris i de govern. Per ampliar i aprofundir el sentit de la democràcia es pretén assolir l'equilibri entre homes i dones en els òrgans de decisió política. Per a això s'ha encunyat el terme de democràcia paritària, que s'aplica a aquells sistemes democràtics en els quals s'equilibra per gènere la representació política. El concepte de democràcia paritària fa referència a la representació equiparada d'homes i dones, de manera que cap dels sexes tingui representació menor al 40%. La comptabilització de la presència, és una estimació a partir de la qual la societat i els partits polítics s'aniran acostumant a incorporar dones i homes d'una manera equitativa. L'objectiu és que arribi un moment que no calgui comptabilitzar la igualtat, perquè de fet hi hagi una igualtat en l'accés i permanència de les dones en la política. La idea de democràcia paritària, comença pel reconeixement del fet que les dones constitueixen el 50% de la societat, la meitat les intel·ligències i capacitats potencials de la humanitat i, per això, la seva representació en els llocs de decisió constitueix una pèrdua per al conjunt de la societat. Pel contrari una participació equilibrada pot generar idees, valors i comportaments, de manera que es reclama un repartiment equilibrat del poder. Aquest concepte adquireix, naturalesa pròpia arran de l'anomenada Declaració d'Atenes, aprovada en la primera Cimera Europea "Dones al poder", celebrada a Atenes el 3 de novembre de 1992, a la qual van concórrer responsables polítiques, teòriques del feminisme. Compartia les següents afirmacions:
- La igualtat formal i real entre dones i homes és un dret fonamental de l'ésser humà.
- Les dones representen més de la meitat de la població, per la qual que la democràcia exigeix la paritat en la representació i en la administració de les nacions.
- Les dones constitueixen la meitat de les intel·ligències i les capacitats potencials de la humanitat i la seva representació en els llocs de decisió constitueix una pèrdua per al conjunt de la societat.
- Una participació equilibrada de dones i homes en la presa de decisions pot generar idees, valors i comportaments diferents que vagin en la direcció d'un món més just i equilibrat tant per a les dones com per als homes.
- Atès que la representació de les dones en els llocs de decisió impedeix assumir plenament els interessos i les necessitats del conjunt de la societat.
- Proclamava la necessitat d'arribar a un repartiment equilibrat de els poders públics i polítics entre dones i homes reivindicant la igualtat de participació de les dones i de els homes en la presa de decisions públiques i polítiques i la necessitat de fer modificacions profundes en l'estructura dels processos de decisió per tal d'assegurar aquesta igualtat.

## Democràcia adaptada als diferents països
Paral·lelament a les declaracions internacionals, en els Estats del nostre entorn s'han adoptat diferents sistemes per aconseguir una major participació de dones en política, així en alguns països funciona el sistema d'acords informals en el si dels partits polítics.
Suècia, on a nivell nacional la representació és d'un 40,4% i on els partits polítics utilitzen l'anomenat "sistema cremallera", que consisteix a alternar ambdós sexes en les llistes electorals, igual passa a Dinamarca on els partits polítics utilitzen les quotes internes i la representació de dones al Parlament nacional arriba al 33%.
Finlàndia, on l'Assemblea Nacional té un 33'5% de dones, va establir en una llei de 1985 que tant dones com homes haurien de participar en els òrgans decisoris de la manera més igualitària possible i va ser modificada el 1995 determinant que almenys un 40 % d'ambdós sexes ha d'estar representat.
Bèlgica va aprovar una llei sobre quotes el 24 de maig de 1994 establint que les llistes dels partits hauran de comprendre un 25% de candidates dones en totes les consultes electorals i progressivament havia d'augmentar fins al 33%, preveient, a més, que en cas de no complir la quota el nombre de candidats disminuirà en la mateixa proporció. El sistema falla perquè la llei belga no disposa en quin lloc de les llistes han de ser situades les dones i sovint es comprova que en la pràctica ocupen els últims llocs, malgrat la qual cosa la llei ha tingut el mèrit de fer de la infrarepresentació de les dones en la política un tema clau per a tots els partits, del qual no poden prescindir, fent un esforç per incloure més membres femenins.
Portugal va modificar la seva Constitució per permetre les mesures d'acció positiva en els lleis electorals establint, en el su article 109, que "la participació directa i activa d'homes i dones en la vida política és Condició i instrument Fonamental de consolidació del sistema democràtic, il 'Llei promoure la igualtat a l'exercici dels drets cívics i polítics i la no discriminació per raó de sexe a l'accés a càrrecs polítics ". De la mateixa manera, a l'article 9 de la Constitució és declara, a l'apartat h), de promoure la igualtat entre homes i dons constitueix un Fonamental de l'Estat. On és Parlava de participació dels "ciutadans" és parla d'homes i dones: per tant, al discurs constitucional "l'al·lusió directa a la Condició femenina va envair, després de dir 1997, l'esfera mateixa de la ciutadania". De moment no s'a concretat legislativament aquesta reforma constitucional.
Itàlia i França, si més no per les referències que tant des de la doctrina com des de l'àmbit polític s'han fet als seus processos d'introduir mesures positives per aconseguir augmentar el nombre de dones en llocs de representació. En tots dos casos el primer intent va fallar en estimar els seus òrgans de control de constitucionalitat contravenia el principi d'igualtat tal com apareixia regulat en el text fonamental. França hi va haver de resoldre-ho utilitzant el procediment més costós, és a dir, la 2 AMARAL, ML. "Les dones en el Dret Constitucional: el cas portuguès". Itàlia al 1997 ocupava el número 43 en ordre decreixent en la classificació de països pel percentatge de dones a les Cambres baixes amb un 11,1% de representació femenina; França el lloc 72 amb un 6,4% de dones en l'Assemblea Nacional. Els primers llocs els ocupaven Suècia (40,4%), Noruega (39,4%), Finlàndia (33,5%), Dinamarca (33%) i els Països Baixos (31,3%). Alemanya el 9 (26,2%), Espanya era al lloc 14 amb el 24,6%, Portugal el 34 (13%), Bèlgica el 40 (12%), i Grècia el 73 (6,3%).

## Evolució i legislació
A l'Assemblea de Barcelona (1976), on es configura l'actual Confederació Sindical de Comissions Obreres, van participar dones sindicalistes que van abordar reivindicacions de gènere, intervencions dirigides a la defensa del compromís de lluitar contra la doble discriminació de classe i de gènere, que pateixen les treballadores i que van reclamar la necessitat de crear espais en el sindicat per a la participació i defensa de les treballadores. A Comissions Obreres la participació de dones en la presa de decisions ha evolucionat de manera similar a l'avanç de la mateixa en el conjunt de la societat, sent la primera organització al nostre país que va posar en marxa mesures per a garantir la participació de dones i que va proposar quotes de representació en els òrgans de direcció. A la Declaració d'Atenes (1992) adoptada en la primera Cimera Europea "Dones en el Poder" s'afirmava que quedava constatat que la situació actual de les dones es caracteritzava per una desigualtat profunda en "totes les instàncies i organismes de decisió públics i polítics a tots els nivells ". En aquesta declaració es realitzava una invitació a les organitzacions sindicals, a nivell nacional i europeu, a posar en marxa els mecanismes necessaris per aconseguir la participació de les dones en tots els nivells de les seves organitzacions.
Segons dades de l'Institut Nacional d'Estadística, a data de juliol de 2015 la presència de dones amb càrrecs executius en els principals partits polítics era del 34,9%, molt per sota de la representació masculina. Això dista molt del que disposa la Llei Orgànica 3/2007 de 22 de març, per a la igualtat efectiva de dones i homes, que insta a augmentar la presència de dones en òrgans oficials, no podent representar menys del 40% de la seva composició. Si analitzem el nombre de dones que formen part del govern actual a funcions, quatre ocupen sengles ministeris, fet que suposa el 30,8% del total. Com veiem, continua sent un percentatge menor que l'exposat en la Llei Orgànica. La Unió Europea està lluny d'assolir la paritat en els governs dels seus estats membres. Actualment, el total de dones amb càrrecs ministerials en el conjunt dels vint països comunitaris arriba tan sols el 23,6%. Aquest percentatge representa que de les més de 500 persones que se sentin cada setmana en els consells de ministres, tan sols 125 són dones. Els únics països membres que compleixen amb la condició d'igualtat a les seves files són Finlàndia, Bèlgica, França i Espanya. Pel que fa a la representativitat de les dones al Parlament Europeu, Espanya ocupa el 5è lloc amb 54 dones als escons. En la política i el sistema de presa de decisions d'Espanya encara queda molt per fer en matèria d'igualtat de gènere. Les elits polítiques del nostre país són sobretot masculines, i els alts càrrecs o les decisions són preses normalment per homes. Conscients del llarg camí que queda per caminar en qüestions d'igualtat de gènere, no només en la vida política, sinó en qüestions salarials o socials

## Legislació estatal: Legalització de CCOO. El 1977 va ser creada la Comissió de la Dona
En el 1r Congrés Confederal (1978) que queda constituïda de manera oficial la Secretaria de Dona, les dones han hagut de defensar la seva existència, ja que aquestes defensaven reivindicacions de caràcter sociopolític (avortament, divorci ...) que no eren compartides per gran part de l'organització. Malgrat que els debats a Espanya al voltant de la participació de dones en els llocs de decisió es van iniciar a partir del 1992, la presentació de propostes formals d'inclusió de criteris paritaris en la legislació electoral no ha tingut lloc fins a novembre de 2001 en què el PSOE presenta una "Proposta de modificació de la LOREG", en concret de l'apartat 4 de l'article 44, perquè les candidatures es conformin amb el criteri establert per la democràcia paritària: ni més del 60% ni menys del 40% de cada sexe.
A aquesta iniciativa van seguir dues Proposicions de llei presentades pel G.P. Federal Esquerra Unida (25/01/2002) i pel Grup Mixt (31-07-2002)
- La Proposició de llei plantejada per Esquerra Unida pretén la modificació de l'art. 46 afegint un nou punt, el 10, perquè en les candidatures no hi hagi una diferència entre homes i dones superior a 1.
- La del Grup Mixt també pretén afegir un article, el 44 bis, que proposa: l'ordenació alternativa d'homes i dones per a la Península i Balears, reserva no inferior al 30% ni superior al 70% per a cada sexe, i no aplicació a els municipis de menys de 2000 habitants.
- Les actuacions dels partits polítics han estat diverses: crear branques femenines per promoure la militància, per tractar les qüestions específiques de les dones, i que aquestes figurin en els programes polítics, completar la formació amb vista a l'activitat política, organitzar els horaris de les reunions i establir un servei de guarderies, distribuir els llocs de responsabilitat en el partit entre homes i dones i, finalment, el sistema de quota i la composició de les llistes per a la present.